# Antwon Tanner
Antwon Tanner (Chicago, 14 aprile 1975) è un attore statunitense, conosciuto principalmente per il ruolo di Skills nella serie tv One Tree Hill.

## Carriera
Tanner ottiene una discreta visibilità grazie al ruolo di Skills nel telefilm One Tree Hill; pensato all'inizio come personaggio di supporto, in seguito Skills diventa uno dei protagonisti della serie. Antwon recita anche nel film Coach Carter (scritto da Mark Schwahn, autore anche di One Tree Hill) ed appare nelle serie tv: CSI: Scena del crimine e NYPD.
Il 16 aprile 2009, Antwon è stato arrestato con l'accusa di frode per aver clonato delle carte di credito; dopo essersi dichiarato colpevole in giudizio il 20 agosto 2009, un giudice ha sentenziato che l'attore dovrà scontare un periodo di detenzione in carcere a partire dal 30 aprile 2010, al termine del quale dovrà inoltre prestare un servizio alla comunità di oltre 5 mesi.

## Filmografia parziale

### Cinema
- Coach Carter, regia di Thomas Carter (2005)
- One Blood, regia di J. Jesses Smith (2012)

### Televisione
- One Tree Hill – serie TV, 108 episodi (2003-2012)
- The Christmas Contract, regia di Monika Mitchell – film TV (2018)

## Doppiatori italiani
Nelle versioni in italiano dei suoi lavori, Antwon Tanner è stato doppiato da:
- Corrado Conforti in Coach Carter
- Simone Crisari in CSI - Scena del crimine
- Alberto Bognanni in One Tree Hill
- Leonardo Graziano in Get Shorty
- Umberto Guttoriello in Lucifer
- Stefano Crescentini in Never Die Alone